# Marca de Anvers
Margrafiatul de Anvers (Antwerp) sau marca de Anvers a constituit începând din secolul al XI-lea regiunea din jurul orașelor Anvers și Breda.

## Originea
Sub împăratul Otto al II-lea, au fost create câteva mărci de-a lungul frontierei Franciei apusene, frontieră ce coincidea cu râul Escaut (Scheldt). La origine, marca se reducea la granițele acestui rîu, dar în 994 Ansfried de Utrecht i-a adăugat Toxandria, regiunea dintre Meuse și Scheldt.

## Istoria
În secolul al XI-lea, marca de Anvers a reprezentat unul dintre fiefurile ducatului de Lotharingia Inferioară. Godefroy de Bouillon a obținut marca în 1076 din partea împăratului Henric al IV-lea. După moartea lui Godefroi la Acra în prima cruciadă, margraf a fost numit Henric I de Limburg.
În 1106, ducatul de Lotharingia Inferioară și marca de Anvers au fost unite. După abolirea ducatului în 1190 la dieta de la Schwäbisch Hall de către împăratul Henric al VI-lea de Hohenstaufen, au mai rămas doar titlurile, care au fost acordate ducilor de Brabant.

## Compoziția
După pierderea din componența sa a orașului Breda, marca mai cuprindea orașele Anvers, Herentals și Lier, precum și Arkel, Rijen, Geel, Zandhoven, Turnhout și Hoogstraten.

## Lista margrafilor de Anvers
- 974 - 1002 Godefroi I
- 1005 - 1044 Gothelo I cel Mare
- 1044 - 1046 Gothelo al II-lea cel Leneș
- 1046 - 1065 Frederic de Luxemburg
- 1065 - 1069 Godefroi al III-lea cel Bărbos
- 1069 - 1070 Balduin al VI-lea de Flandra
- 1070 - 1076 Godefroi al IV-lea cel Cocoșat
- 1076 - 1100 Godefroi de Bouillon
- 1101 - 1106 Henric I de Limburg
- 1106 - 1139 Godefroi I de Leuven
- 1139 - 1142 Godefroi al II-lea de Leuven
- 1142 - 1190 Godefroi al III-lea de Leuven